# سردر باغ فتح‌آباد
سردر باغ فتح‌آباد مربوط به اوایل دوره قاجار است و در شیراز، خیابان هجرت، کوچه جنب پارکینگ توحید واقع شده و این اثر در تاریخ ۲۴ اسفند ۱۳۸۳ با شمارهٔ ثبت ۱۱۷۶۳ به‌عنوان یکی از آثار ملی ایران به ثبت رسیده است.